# Chrysolina rossia
Chrysolina rossia é uma espécie de artrópode pertencente à família Chrysomelidae.